# Кафана Три шешира (Сомбор)
Кафана Три шешира се налази у улици Стапарски пут у Сомбору. Кафана је део породичне фирме Месопроизвод Сомбор породице Граховац која се бави производњом, прерадом и припремом меса више од 40 година.

## О кафани
Кафана Три шешира се налази уз једну од шест малопродајних објеката Месопроизвода. Кафана располаже са затвореним простором и великом терасом на отвореном. У кафани постоји могућност за организацију свечаности, ручкова, прослава, забава до 40 особа.
Поседује паркинг простор за госте.

## Угоститељска понуда
Кафана Три шешира на менију има специјалитете са роштиља и готова јела, јела по поруџбини као и дневни мени. Месо које се припрема је из сопствене производње.
Из менија кафане: Роштиљ на ћумуру, Мешано месо, Уштипци са сиром, Бечка шницла, Натур шницла, Карађорђева шницла, Пасуљ са кобасицом, Шкембићи у сафту, Јунећи паприкаш, идр.